# Bogdan Titomir
Bogdan Titomir, né le 16 mars 1967 à Rostov-sur-le-Don, en URSS, est un rappeur russe et disc jockey. Il commence sa carrière au sein du duo populaire des années 1990 Car-Man. Bien que le style de Titomir s'inspire de stars occidentales telles que MC Hammer et Vanilla Ice, ainsi que de C&C Music Factory, il établit son propre style en tant qu'interprète pop et rap et en tant que DJ.

## Biographie

### Jeunesse
Bogdan Titomir naît le 16 mars 1967 dans une famille d'ingénieurs,, Pyotr Ivanovich Titomir et Lyudmila Pavlovna Titomir (nom de jeune fille Bondarenko). Ses grands-parents, du côté paternel, vivaient à Odessa (son grand-père est mort à la guerre) et, du côté maternel, à Rostov-sur-le-Don. Sa mère fait des études d'économiste-programmeur et son père des études d'ingénieur civil. Après avoir terminé ses études, la famille se rend à Sievierodonetsk en mission, puis change deux fois de lieu de résidence : d'abord à Kiev, puis dans la ville de Soumy.
À Sumy, ses parents travaillent comme ingénieurs à l'usine Frunze. La famille vit dans une maison de cinq étages dans la cour de l'école n° 18, où Titomir étudie. Le garçon commence à étudier la musique à l'âge de cinq ans, pendant deux ans il étudie le piano à la maison avec un tuteur, un professeur du conservatoire, Nina Gennadievna Kruglova,. En plus de l'école secondaire, il fréquente deux écoles de musique. Il sort d'une école de musique de sept ans en piano avec mention et diplôme avec mention, en même temps qu'il sort d'une école de musique de cinq ans en guitare classique, où il est pris comme élève externe dès la troisième année grâce à des cours avec un tuteur,. Selon le professeur de Titomir, pas un seul concert scolaire n'a lieu sans sa participation. En septième année, il écrit un scénario pour l'équipe du KVN « Karapuziki », en devient le capitaine et la mène à la victoire. Bientôt, en raison de la passion de son père pour l'alcool, les parents divorcent et se séparent alors que leur fils est en septième année. Bogdan reste avec sa mère. En huitième année, à la suite d'un incident désagréable, ses parents le transfèrent à l'école no 7, où il termine ses neuvième et dixième années. À l'école, il pratique la natation dès la première année, et aux Jeux olympiques de Moscou, il devient candidat à la maîtrise des sports en natation. Il étudie également le judo à l'école, et lorsqu'il obtient son diplôme à l'Institut de la culture, il est candidat à la maîtrise des sports.

### Carrière
En 1989, Titomir commence sa carrière de musicien en faisant des arrangements pour le groupe Laskoviy Mai, puis il joue de la batterie pour Dmitriy Malikov et travaille ensuite comme choriste pour le chanteur Vladimir Maltsev. En octobre 1989, il crée avec Sergey Lemokh le duo de pop exotique Car-Man, qui devient célèbre grâce aux tubes Paris, Paris, London, Good-bye! et Chio-Chio-san. Au printemps 1991, après avoir quitté le duo, Titomir entame une carrière solo. Ayant signé un contrat de deux ans avec le producteur Sergei Lisovsky, il crée le projet High Energy et sort deux albums : High Energy (1992) et High Energy II (1993). La carte de visite de l'artiste est le morceau rap Do As I Do (1991), perçue à l'époque comme « l'hymne d'une génération,. En 1995, il sort son troisième album, The Greatest Love. En 1996, il part aux États-Unis pour trois ans.
En 1999, il devient disc jockey et se produit dans des clubs sous le pseudonyme de « DJ Bo ». En 2006, il sort l'album Freedomavec la chanson-titre Life is So Short. En 2008, il devient coanimateur de l'émission Striptease Star sur la chaîne MTV Russie. En 2010, il sort le double album Tender and Rough, et en 2011 l'album Very Important Pepper. En 2012, il devient présentateur sur la chaîne de télévision Peretz.

## Discographie
- 1992 : Высокая энергия
- 1993 : Высокая энергия II
- 1995 : Самая большая любовь
- 1998 : Любимая пупса
- 2003 : БТР Project
- 2006 : Свобода
- 2010 : Нежный и грубый
- 2011 : Очень важный перец
- 2021 : RMX
- 2022 : 55
- 2022 : 55 Cosmic
- 2022 : Дэн'с'Бо
- 2022 : ФанкЛавер
- 2022 : 2 City

### Avec Car-Man
- 1990 : Вокруг света